# Aelius Florianus Herennius Modestinus
Aelius Florianus Herennius Modestinus vagy Modestinus római jogtudós a 3. század közepén, a legnagyobbnak minősített öt jogtudós egyike.
A klasszikusok utolsó generációjához tartozott. Valószínűleg a görög nyelvű Dalmatia provinciából származott.[forrás?] Ulpianus tanítványa, 244-ben praefectus vigilium volt. A digesták számos jogi tárgyú iratának kivonatát megőrizték. A római jogtudósi irodalom valószínűleg egyetlen görög nyelvű művének (Excusationum libri VI) szerzője.